# Altisolepis
Altisolepis è un genere di pesci ossei estinto, appartenente ai peltopleuriformi. Visse nel Triassico medio (Anisico - Ladinico, circa 244 - 241 milioni di anni fa) e i suoi resti fossili sono stati ritrovati in Europa e in Asia.

## Descrizione
Questo pesce era di dimensioni medio-piccole, e non doveva superare i 20 centimetri di lunghezza. Possedeva due file di scaglie molto alte lungo i fianchi; quella dorsale era costituita da elementi che divenivano via via meno alte verso la coda, mentre quella ventrale era costituita da scaglie che si abbassavano drasticamente nella zona tra le pinne pelviche e la pinna anale. La mascella era caratterizzata da una parte posteriore che si espandeva posteroventralmente fino a coprire la mandibola. Erano presenti denti acuminati, anche nella parte posteriore della mascella. Il preopercolo era dotato di una regione ventrale triangolare e di una regione dorsale stretta. Vi era un singolo osso suborbitale e alcune piccole ossa sopraorbitali. La pinna caudale era più o meno simmetrica, con meno di 10 raggi epassiali; i lepidotrichi delle pinne anale e dorsale erano dotati di un segmento prossimale molto lungo, e non erano presenti fulcri marginali.

## Classificazione
Altisolepis è un membro dei peltopleuriformi, un gruppo forse parafiletico comprendente numerosi pesci di piccole-medie dimensioni tipici del Triassico e dotati di scaglie sui fianchi particolarmente alte.
Il genere Altisolepis venne istituito da Mutter e Herzog nel 2004, per accogliere due specie precedentemente descritte da Toni Burgin nel 1992 e attribuite al genere Peltoperleidus; queste specie (Altisolepis bellipinnis e A. elongignathus) sono note per alcuni esemplari provenienti dal giacimento di Besano - Monte San Giorgio, al confine tra Svizzera e Italia, e risalgono al Triassico medio. Nel 2014 è stata descritta la specie A. sinensis, proveniente dal Triassico medio (Anisico, formazione Guanling) della Cina meridionale, nella contea di Luoping nella provincia di Yunnan.